# Upstate Heat
Gli Upstate Heat sono stati una franchigia di pallacanestro della WBA, con sede ad Anderson, nella Carolina del Sud, attivi dal 2011 al 2013.
In tre stagioni vinsero il titolo in due occasioni: nel 2012, battendo in finale i Gwinnett Majic, e nel 2013, superando i Rome Gladiators.

## Stagioni
| Stagione | Lega | Denominazione | V | P | % | Piazzamento | Play-off   |
| -------- | ---- | ------------- | - | - | - | ----------- | ---------- |
| 2011     | WBA  | Upstate Heat  |   |   |   | 3º          | Semifinale |
| 2012     | WBA  | Upstate Heat  |   |   |   |             | Campioni   |
| 2013     | WBA  | Upstate Heat  |   |   |   | 1º          | Campioni   |